# Un jeans e una maglietta
Un jeans e una maglietta è un film commedia italiano del 1983, diretto da Mariano Laurenti.

## Trama
Capri. Nino e Annamaria sono due ragazzi che si trovano sull'isola, il primo per lavorare come gelataio, la seconda in vacanza col ricco padre. Dopo essersi incontrati per puro caso, fra i due viene subito fuori la differenza sociale che li divide: lei ricca ragazzina del nord snob e un po' viziata, lui ragazzo napoletano povero, senza arte né parte, che vive alla giornata.
Tuttavia fra i due l'amore non tarda a sbocciare, ma i due ragazzi devono prima fare i conti col commendator Cova, padre di Annamaria, che più volte intima a Nino di non avvicinarsi più alla figlia, e con Tony, corteggiatore della ragazza che rientra nelle grazie del padre per via della sua agiata condizione economica.
Ciononostante, il commendator Cova in seguito a un colloquio con Vincenzo, una sorta di secondo padre e protettore di Nino, si rende conto che i sentimenti che il giovane prova per Annamaria sono sinceri e così, avendo a cuore la felicità di sua figlia, incita quest'ultima a raggiungere Nino che nel frattempo si trova sulla spiaggia, triste e amareggiato; quando la ragazza lo raggiunge, i due possono finalmente abbracciarsi e stare insieme.

## Colonna sonora
Nel film sono presenti le seguenti canzoni, tutte di Nino D'Angelo:
- Sotto 'e stelle
- Rock and roll
- Guagliuncella
- 'Nu jeans e 'na maglietta
- Nuie
- Aggio scigliuto a te

## Accoglienza

### Incassi
Il film si è classificato al 51º posto tra i primi 100 film di maggior incasso della stagione cinematografica italiana 1983-1984.